# Député d'État

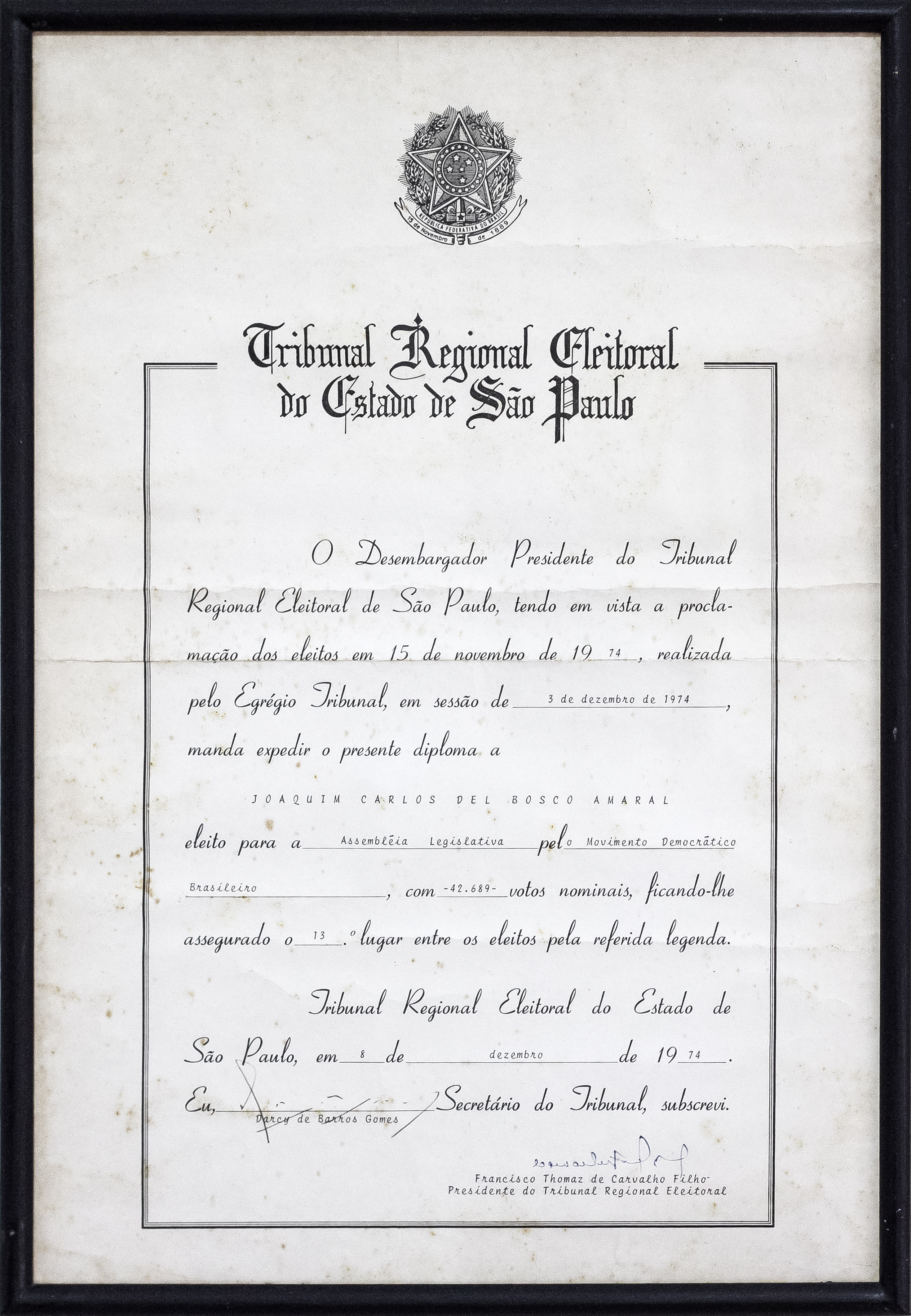
Diplôme de député d'état de 1974, le 13ème plus voté dans l'état de Sao Paolo

Au Brésil, un député d'État (deputado estadual) est un élu, membre de l'une des assemblées législatives qui exercent le pouvoir législatif dans les États fédérés.
Selon la Constitution de 1988, les députés d'État sont élus pour un mandat de quatre ans, au scrutin proportionnel. Les candidats doivent être de nationalité brésilienne, disposer du plein exercice de leurs droits politiques, être inscrits sur les listes électorales, être domicilié dans la circonscription, être affilié à un parti politique et avoir plus de 21 ans.
Le nombre de députés d'État varie selon les États, entre 22 pour l'Amapá et 94 pour São Paulo.